# Tracy Hall
Howard Tracy Hall (* 20. Oktober 1919 in Ogden, Utah; † 25. Juli 2008 in Provo, Utah) war ein aus einer alten Mormonenfamilie stammender US-amerikanischer Chemiker. Er stellte als einer der ersten synthetische Diamanten her.

## Leben und Wirken
Hall wuchs in Marriott in Utah auf. Nachdem er 1943 seinen Master-Abschluss (wonach er zwei Jahre im Zweiten Weltkrieg in der Marine diente) und 1948 an der University of Utah seinen Ph. D. in physikalischer Chemie bei Henry Eyring erlangt hatte, ging er zum General-Electric-Forschungslabor in Schenectady. Dort trat er dem von Anthony Nerad geleiteten „Project Superpressure“ bei. Da das Team erfolglos arbeitete, ging Hall seinen eigenen Weg.
1953 wurden die ersten synthetischen Diamanten mit Hochdruckverfahren von ASEA in Schweden produziert, was dort aber geheim gehalten wurde. Ab 16. Dezember 1954 konnte Tracy Hall mit einer selbst entwickelten Presse reproduzierbar Diamanten herstellen, womit die Entwickler auch an die Öffentlichkeit traten. Seine Forschung wurde damals bei General Electric nicht unterstützt und er erhielt auch nur 10 Dollar in Staatsanleihen als Anerkennung für seine Entwicklung, obwohl sich schon damals ein großer Markt für Industriediamanten damit erschloss, auf dem wenig später auch De Beers und russische Wissenschaftler aktiv waren. Am 16. Februar 1955 schaffte es Halls Synthese von Diamanten auf die Titelseite der New York Times. Im selben Jahr verließ er General Electric und wurde Professor (und Forschungsdirektor) an der Brigham Young University in Utah und setzte dort seine Forschungen zu künstlichen Diamanten und Hochdruck-Chemie fort, wobei er eine neue Hochdruckpresse (tetrahedral press) entwickelte, da Patente die Benutzung seiner Entwicklung bei General Electric verboten. Außerdem war diese wie auch die neu von ihm entwickelte von der US-Regierung als geheim eingestuft worden. 1966 gründete er mit zwei Professorenkollegen (Bill Pope, Duane Horton) die Firma für künstliche Diamanten Megadiamond, die später an Smith International verkauft wurde. Damals drängten aber auch schon Konkurrenzfirmen auf den Markt.
Er hielt 19 Patente und erhielt unter anderem den Chemical Pioneer Award und 1972 den ACS Award for Creative Invention der American Chemical Society.
Er war seit 1941 verheiratet und hatte sieben Kinder. Hall war Bischof der Kirche Jesu Christi der Heiligen der Letzten Tage in Provo.

## Trivia
In der international erfolgreichen Serie Breaking Bad wird in der 6. Folge der 2. Staffel die Lebensgeschichte von der Figur Walter White vor einer Schulklasse vorgetragen.